# كعكة بتنبرغ
كعكة بَتِنبرغ (Battenberg) أو كعكة بَتِنبُرج (Battenburg) هي كعكة إسفنجية خفيفة ذات أقسام مختلفة مثبتة مع بالفاكهة المجففة. الكعكة مغطاة بالمرزبانية، وعندما تقطع في مقطع عرضي فإنها تعرض نمط رقعة مميز رباعية بالتناوب باللون الوردي والأصفر.
كتب صفحي في صحيفة الإندبندنت : "كعكة بتنبرغ بريطانية نموذجية. خبزت أول كعكة في عام 1884 للاحتفال بزواج الأمير لويس أمير بَتنبرغ من الأميرة فكتورية ، حفيدة الملكة فِكتورية وجدة الأمير فيليب ".  كان لكعكة بتنبرغ في وقت مبكر ما يصل إلى 25 مربعًا ويذكر مؤرخ الطعام إِفَان داي أن الكعكة المبسطة المكونة من أربعة ألواح حدثت عندما بدأ الخبازون الصناعيون الكبار مثل ليون في إنتاجها. 

## الوصفة
يصنع الخبازون كعكات بتنبرغ بخبز كعكات إسفنجية باللوز الأصفر والوردي بشكل منفصل ثم يقطعونها ويدمجون القطع في نمط مربعات. الكعكة ممسكة بمربى المشمش ومغطاة بالمرزبانية.

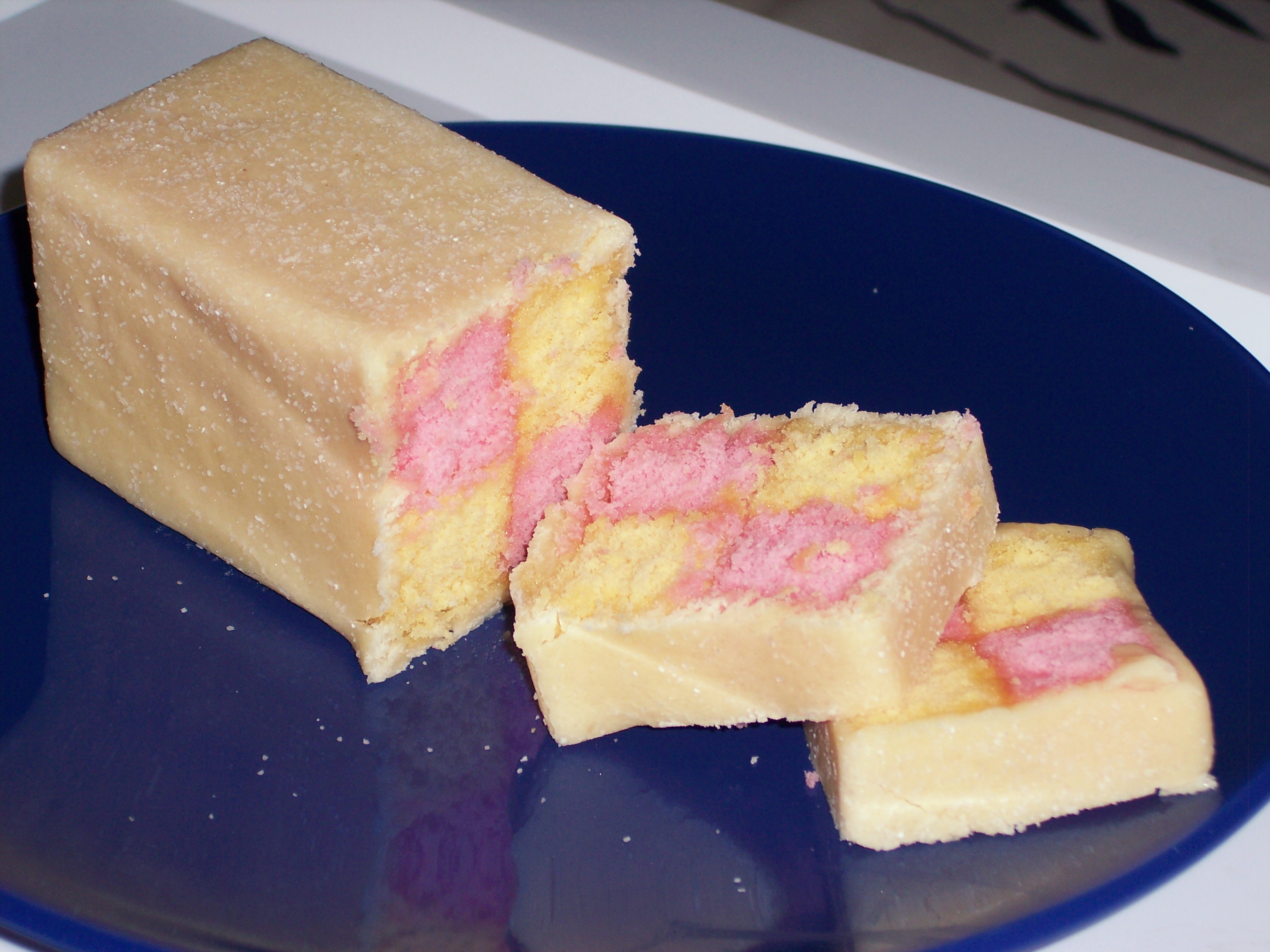
كعكة بتنبرغ من صانع الطعام البريطاني ليُنز

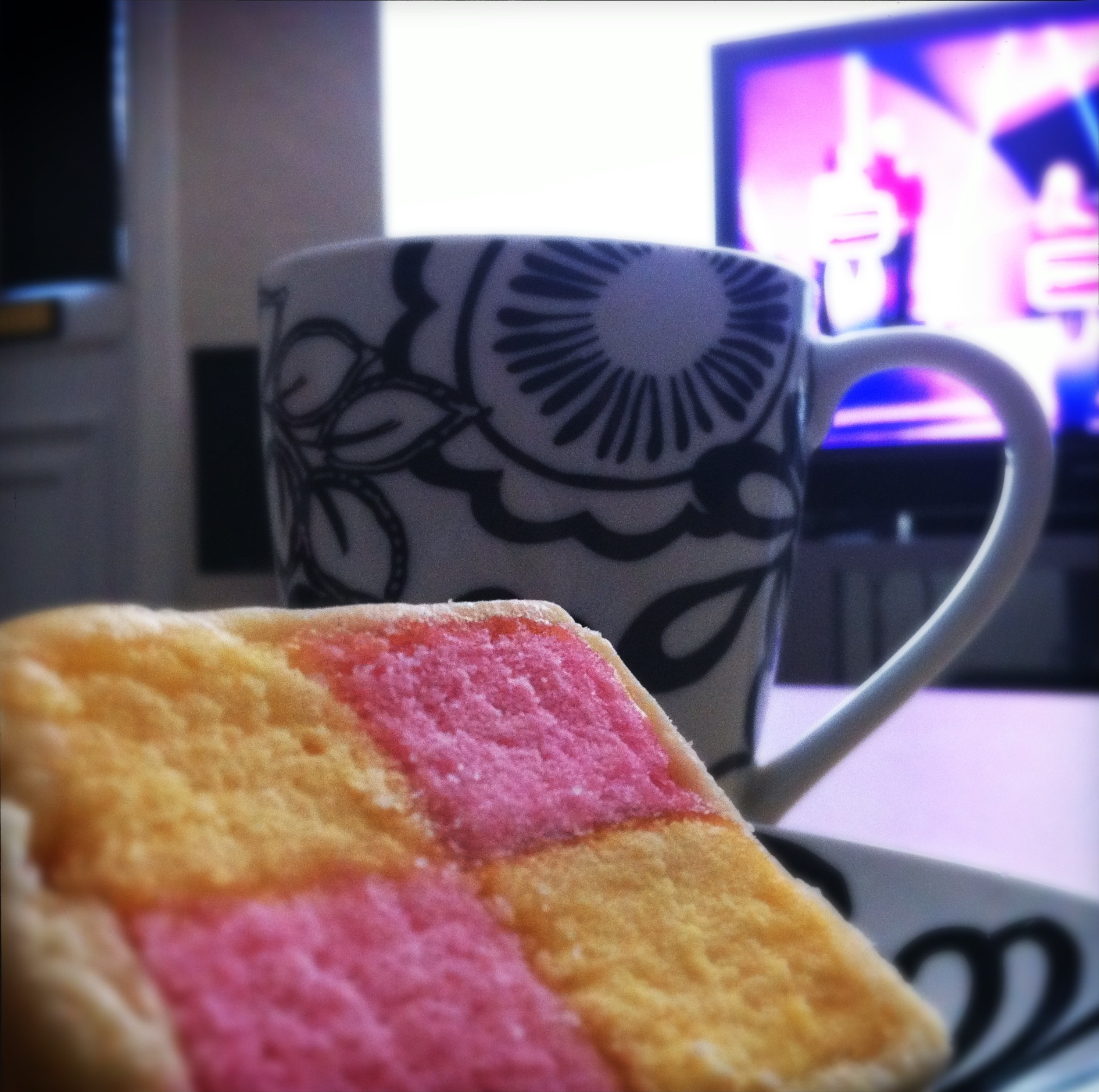
بتنبرغ مع الشاي